# Lễ hội Sene Dolta
Lễ Sene Dolta (còn gọi là lễ Sen Dolta, phiên âm là Sen Đôn-ta, Campuchia thường gọi là Pchum Ben បុណ្យភ្ជុំបិណ្ឌ) là lễ hội truyền thống lớn nhất trong năm của người Khmer, còn được gọi là lễ cúng ông bà (Píth-sên đôn-ta). Lễ có ý nghĩa giống với lễ Vu Lan của người Việt nên còn được gọi là lễ "Xá tội vong nhân". Đây là lễ được tổ chức nhằm tưởng nhớ đến công ơn ông bà, cha mẹ và người thân, tạ ơn những người đã khuất và cầu phước cho những người còn sống, tạo nên sự gắn bó giữa bạn bè, người thân và cả cộng đồng.

## Ý nghĩa tên gọi
Theo tiếng Khmer, từ "Sene" có nghĩa là cúng, "Dol" có nghĩa là bà, "ta" có nghĩa là ông. Lễ Sene Dolta của đồng bào dân tộc Khmer có thể hiểu như lễ vu lan báo hiếu thể hiện tấm lòng thành kính với ông bà tổ tiên đã khuất.

## Thời gian
Tổ chức trong suốt ba ngày, hàng năm, từ ngày 29 tháng tám đến mùng 1 tháng chín âm lịch. Trong ba ngày Sene Dolta có nhiều hoạt động tín ngưỡng, tôn giáo, phong tục, tập quán diễn ra đan xen với nhau.

## Các ngày lễ
- Ngày thứ nhất: Mỗi gia đình đều dọn dẹp nhà cửa khang trang, lau chùi bàn thờ tổ tiên sạch sẽ, trang hoàng lộng lẫy. Dọn bốn chén cơm ngon trên mỗi bàn, đốt đèn rồi mời mọi người trong gia đình cùng cúng. Mọi người cùng nhau khấn vái và rót trà để mời linh hồn những họ hàng đã quá cố về nhà ăn uống, nghỉ ngơi. Buổi cúng đầu ngày gọi là cúng tiếp đón. Đến chiều, họ tắm rửa sạch sẽ, cúng linh hồn ông bà và sau đó mời ông bà cùng họ đi vào chùa nghe sư sãi tụng kinh lấy phước. Tại chùa phần lễ sắc thái tôn giáo, tín ngưỡng được tổ chức, hoạt động khác mang tính hội hè như du kê, Lò-khol Bác-sắc, múa Lâm-thol...
- Ngày thứ hai: Sau khi đã ở chùa suốt một ngày - đêm, đến chiều mọi người cùng nhau rước linh hồn ông bà từ chùa về nhà để mời cơm và mời ở nhà chơi với con cháu đến khi lễ kết thúc mới trở lại chùa.
- Ngày thứ ba: Mỗi gia đình lại chuẩn bị thức ăn, bánh trái như ngày đầu để cúng ông bà tại nhà trước khi tiễn linh hồn người quá cố ra đi. Vì vậy, buổi cúng này gọi là "cúng tiễn đưa". Khi mọi nghi thức cúng vái hoàn tất thì cũng là lúc lễ Sene Dolta xem như kết thúc.